# 2º Gruppo caccia "Gigi Tre Osei"
Il 2º Gruppo caccia "Gigi Tre Osei", articolato in tre squadriglie (1ª Squadriglia Caneppele "Gigi Tre Osei", 2ª Squadriglia Magaldi "Diavoli Rossi" e 3ª Squadriglia Graffer "Gamba di Ferro", poi "Diavoli") fu un reparto dell'Aeronautica Nazionale Repubblicana della Repubblica Sociale Italiana ricostituitosi con equipaggi italiani dopo l'armistizio di Cassibile.

## Storia

### La nascita
Dopo la costituzione del 1º Gruppo caccia "Asso di bastoni", nel dicembre 1943, sull' Aeroporto di Bresso, soprattutto con piloti del 150º Gruppo autonomo caccia terrestre, cominciò a costituirsi il 2º Gruppo caccia che fu inizialmente posto al comando del colonnello Antonio Vizzotto fino al marzo 1944 quando gli subentrò Aldo Alessandrini. Il 29 aprile 1944 i velivoli Fiat G.55 Centauro, di cui era dotata la formazione affrontarono il primo combattimento, ottenendo le prime vittorie, proprio nel cielo di Milano, nello scontro cadde il tenente Nicola Manzitti.

### Il 2º Gruppo caccia "Gigi Tre Osei"

Il maggiore Aldo Alessandrini, comandante del 2º Gruppo caccia

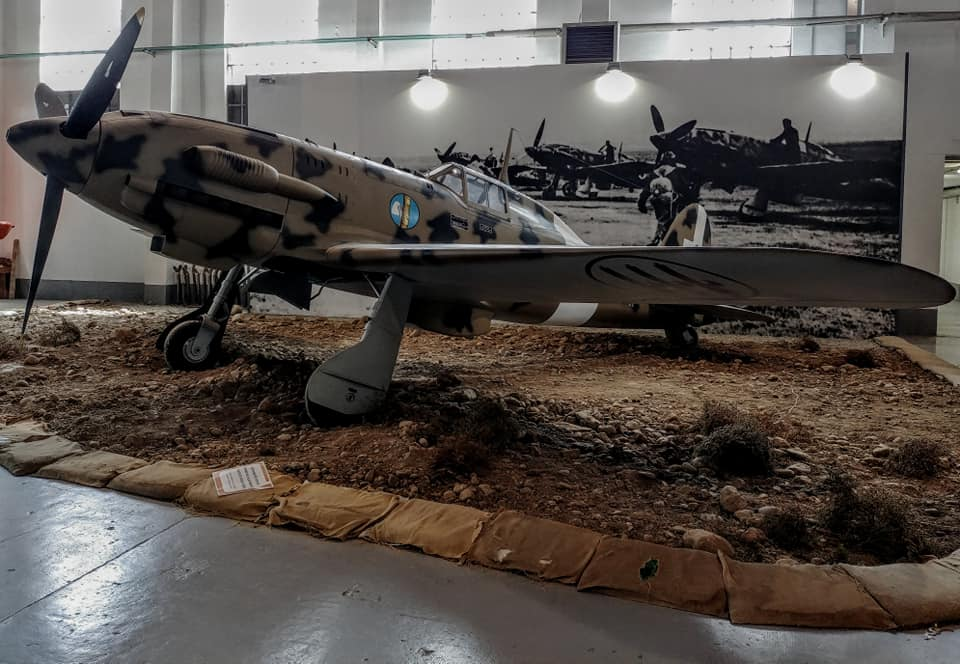
Riproduzione di Macchi MC.202 folgore esposto al Parco e Museo di Volandia e recante il distintivo del 2º Gruppo caccia "Gigi Tre Osei".

Nel mese di maggio il gruppo caccia divenne pienamente operativo ottenendo rapidamente altre vittorie. Il 24 maggio fu intercettata una grossa formazione statunitense composta da Lockheed P-38 Lightning e Consolidated B-24 Liberator, nello scontro che seguì due aerei nemici furono abbattuti, uno ciascuno dal tenente Ugo Drago e dal sergente maggiore Luigi Feliciani.
Nel giugno il 2º Gruppo caccia fu trasferito a difesa della pianura padana nel campo di Reggio Emilia dando il cambio al 1º Gruppo caccia "Asso di bastoni" che si spostò a Campoformido (Udine). Il reparto fu quindi dotato dei Messerschmitt Bf 109  G.6 e i F.I.A.T.  G.55 Centauro di cui era dotato furono ceduti alla 1ª sq. del 1º Gruppo. Il 24 giugno il tenente Ugo Drago comandante della 1ª squadriglia "Gigi Tre Osei" ottenne la prima vittoria della nuova formazione abbattendo un Republic P-47 Thunderbolt facente parte dell'Armée de l'air francese. Il 5 luglio presso Sassuolo d'Emilia furono abbattuti 3 apparecchi nemici, mentre alcuni giorni dopo furono ripetutamente colpiti diversi Douglas A-20 Havoc/Boston che seppur danneggiati gravemente non furono abbattuti. Nel mese di agosto furono abbattuti 9 velivoli avversari di cui 4 Lockheed P-38 Lightning.
Il 25 agosto l'Aeronautica Repubblicana affrontò una grave crisi provocata improvvisamente dai tedeschi che volvevano far confluire l'A.N.R. in una sorta di “Legione aerea italiana” da porre sotto il diretto controllo tedesco del comandante Maximilian Ritter von Pohl. circondando con truppe armate gli aeroporti italiani. Tale tentativo andò a vuoto per il netto rifiuto degli aviatori italiani di sottostare a questa imposizione: il personale del 1° gr. ct. distrusse quindi i propri Aermacchi C.205 ed i F.I.A.T. G.55, mentre i Bf.109 G-6 del 2° gr. vennero ripresi dai tedeschi. Dopo il fallimento dell'operazione Pohenix, il 9.9.1944 il Maggiore Adriano Visconti, prestigioso comandante del 1° gr. ct. fu convocato dall’ambasciatore tedesco Rudolf Rahn potendo esporre allo stesso le Sue perplessità sulla situazione della A.N.R. e la Sua opinione su come poter riorganizzare la caccia italiana… Le parole del carismatico ufficiale italiano vennero tenute così in considerazione che i vertici italiani e tedeschi si accordarono per il pronto e progressivo riequipaggiamento del 2° Gr. con dei Bf-109 delle ultime sotto versioni della serie G-6 (in quanto i piloti del medesimo reparto erano già abilitati al combattimento sul caccia tedesco) mentre constatata l’impossibilità di rifornirsi organicamente di velivoli italiani per il 1° gr. fu deciso di fare addestrare il personale dello stesso in Germania per l’impiego con velivoli di produzione tedesca.
Nel settembre 1944 il 2º Gruppo caccia si trasferì a Villafranca (Verona) da qui il 19 ottobre fu attaccata una formazioni di bimotori Martin B-26 Marauder intercettata presso il lago di Garda. Nello scontro, che arrise ai caccia repubblicani, furono 3 i velivoli abbattuti e 2 quelli danneggiati. L'unica perdita fu quella del sergente Leo Talin, caduto mentre stava rientrando al campo e successivamente decorato di Medaglia di Argento al Valore Militare. Da parte alleata si riportò le perdite a soli due velivoli. In seguito a quest'ultimo combattimento furono decorati di medaglia d'argento al Valor militare i capitani Mario Bellagambi e Carlo Miani, e i sergenti Fausto Fornaci, Giuseppe Pacini e Attilio Sanson.
Il mese di ottobre fu concluso senza perdite e con altre 4 vittorie. Il 24 dicembre, il 2º Gruppo caccia dopo aver subito un duro bombardamento sul campo di Thiene da parte di una squadriglia di Republic P-47 Thunderbolt che distrusse a terra ben 14 Messerschmitt Bf 109 lasciò il campo di Villafranca e si spostò a Udine.
Nel 1945 la situazione si rese sempre più difficile a causa del dominio dell'aria sempre più incontrastato degli apparecchi statunitensi. Alle vittorie iniziarono a fare da contraltare gli abbattimenti; il 3 marzo cadde il sergente Wladimiro Zerini, il 7 marzo il sergente Luigino Margoni.
Il 2 aprile fu la giornata peggiore del 2º gruppo, che entrato in contatto con formazioni avversarie di North American B-25 Mitchell e Republic P-47 Thunderbolt, nello scontro ebbe 14 velivoli abbattuti e 6 piloti uccisi.
Il 19 aprile nel tentativo di intercettare due Consolidated B-24 Liberator  americani, di cui uno fu poi abbattuto dal 1º Gruppo caccia "Asso di bastoni", tutte le forze disponibili si levarono in volo, ma intercettati dalla scorta subirono 5 abbattimenti senza riportare alcuna vittoria, 4 piloti si salvarono lanciandosi col paracadute mentre morì il sergente Renato Patton a causa di un difetto di funzionamento del paracadute. Fu l'ultimo caduto dell'Aeronautica Nazionale Repubblicana in combattimento aereo.

### La fine della guerra
Negli ultimi giorni del conflitto i tedeschi fornirono al reparto anche dei Messerschmitti Bf.109 G.10 di una particolare sotto versione prodotta dalla Erla - Werke di Leipzig. L'attività del 2º Gruppo caccia si ridusse drasticamente anche a causa degli attacchi dei partigiani alle basi. Verificata l'impossibilità di proseguire i combattimenti e nell'imminenza della fine del conflitto, il 25 aprile 1945, distrutti tutti i velivoli e il materiale bellico, il 2º Gruppo accettò la resa all'Aeroporto di Orio al Serio, nel bergamasco.
Il Gruppo restò chiuso in caserma fino al giorno seguente, quando ai piloti fu fatta pervenire una richiesta di assistenza nel mantenimento dell'ordine pubblico da parte dei locali esponenti del CLN. La richiesta venne accolta e fino al 29 i membri del 2º Gruppo, in pattuglie da 3 elementi (un ufficiale e due avieri), contribuirono a contrastare i saccheggi e i furti degli ultimi giorni di ostilità. Al termine delle attività di pattuglia, ai componenti del Gruppo furono rilasciati dei lasciapassare.

## Assi del 2º Gruppo Caccia ANR
- Loris Baldi
- Mario Bellagambi
- Ugo Drago
- Giuseppe Gianelli
- Carlo Miani
- Tullio Covre
- Raffaele Valenzano

## Comandanti del 2º Gruppo Caccia ANR
- Antonio Vizzotto (dalla costituzione del reparto al 29 febbraio 1944)
- Aldo Alessandrini (dal 1º marzo 1944 al 28 febbraio 1945)
- Carlo Miani (dal 1º marzo 1945 al 30 aprile 1945)

## Velivoli utilizzati
- Fiat G.55 Centauro
- Messerschmitt Bf 109G/K
- Macchi M.C.202